# Mono-Ha
Mono-Ha è il nome comunemente attribuito ad una corrente artistica, ed al gruppo dei suoi appartenenti, che hanno operato in Giappone tra la fine degli anni sessanta e l'inizio degli anni settanta.
Sebbene radicalmente differenti e diversificati tra loro, il lavoro di ciascun artista del Mono-Ha condivide alcune caratteristiche comuni quali: l'impiego di materiali naturali, l'assimilazione di alcuni aspetti dell'Occidente, la sfida al concetto tradizionale di arte. 

## La scuola delle cose
Il termine Mono-Ha, coniato dagli appartenenti al gruppo artistico, tradotto dal giapponese all'italiano significa "La scuola delle cose".
L'utilizzo di materiali semplici, sia naturali sia manipolati (preferibilmente in modo da creare delle forme organiche), è aspetto fondamentale e unificatore dei vari esponenti del movimento: vegetali, tessuti, rocce, legno, carta, corde, vetro sono le sostanze predilette e, nella mentalità dell'artista, diventano mezzi che spingono a riconsiderare sotto uno sguardo diverso il rapporto tra l'arte, l'uomo e il suo relazionarsi con lo spazio, la materia e la realtà .
Emergendo quale espressione d'avanguardia dell'arte giapponese del secondo Novecento, l'interesse del Mono-Ha consiste nel ricercare e rivelare la realtà oltre l'apparenza:
(Lee U fan, Artribune )
Il concettualismo del Mono-Ha, quindi, non è sterile o fine a sé stesso, ma diventa occasione di rivelazione, di espressione di vacuità: un oggetto, un'opera non è mai diversa dallo spazio che occupa ne tuttavia coincide con esso. 
Entrambi, invece, contribuiscono a creare il significato: del divenire, della nascita o della dissoluzione. Importante è quindi l'aspetto dinamico e della trasformazione, della mutevolezza impermanente delle cose e, per estensione, della realtà.
La serietà di tali principi è dimostrata dagli artisti Mono-Ha: le loro opere, la loro natura effimera, non si presta al contesto delle collezioni o dei musei (nessuno ne possiede una). Il rifiuto della perfezione, del definitivo, del compiuto, è quindi totale. Fondamentale è, invece, il gesto creativo ancora più che l'opera.
Il legame delle opere con il luogo in cui nascono, e la loro natura effimera, provoca spesso problemi logistici se non addirittura di specificità col luogo in cui nascono.
La prima esposizione del Mono-Ha si è tenuta nel 1969: piuttosto rare le successive, di cui alcune tenutesi in Francia, Italia e U.S.A. 

## Gli artisti
Tutti nati in Giappone negli anni quaranta e attivi verso la fine degli anni sessanta e l'inizio degli anni settanta.
- Tatsuo Kawaguchi
- Koji Enokura
- Katsuro Yoshida
- Nobuo Sekine[6]
- Noboru Takayama
- Noriyuki Haraguchi
- Lee U-fan
- Katsuhiko Narita
- Kishio Suga
- Susumu Koshimizu

## Esposizioni
- 1970 - Human and Materials - Tokyo Metropolitan Museum/Kyoto City Museum/Kyoto Aichi Prefectural Museum/Aichi
- 1986 - Mono-Ha 9/8-20 : Part 1 9/22-10/4 : Part 2 10/6-18 : Part 3 Kamakura Gallery/Tokyo
- 1987 - Art in Japan since 1969 - Mono-Ha e post Mono-Ha - Seibu Museum/Tokyo
- 1988 - Mono-Ha - Museo d'Arte Moderna di Roma
- 1994 - Mono-Ha 9/12-26 : Part 1 9/30-10/14 : Part 2 10/19-11/1 : Part 3 Kamakura Gallery/Tokyo
- 1995 -	Matter and Perception 1970 - Mono-ha and the Search for Jundamentals Gifu Prefectural Museum/Gifu Hirosima Museum of Modern Art/Hiroshima - Kitakyusyu Municipal Museum of Art/Kitakyusyu - Museum of Modern Art, Saitama/Saitama
- 1996 - Japon 1970 - Musse d'Art Moderne Saint-Etienne/France
- 2001 - Kunst- und Ausstellungshalle der Bundesrepublik Deutschland / Bonn
- 2001 - 02/01-04/29 Century City: Art and Culture in the Modern Metropolis - Tate Gallery Modern/Londra
- 2001 - 03/17-05/06 Mono-Ha collection Kamakura Gallery/Kamakura, Japan
- 2001 - 04/ - Kroller-Muller Museum / Otterlo, Holland
- 2001 - 05/19-07/01 Mono-Ha Kettle's Yard Gallery (in Cambridge)/UK
- 2001 - 09/ - ISE Foundation/ New York
- 2001 - 09/09-10/13 Mono-Ha Newlyn Art Gallery, Newlyn/UK